# Casandria lignaris
Casandria lignaris är en fjärilsart som beskrevs av William Schaus 1894. Casandria lignaris ingår i släktet Casandria och familjen nattflyn. Inga underarter finns listade i Catalogue of Life.